# André de Constantinople
André de Constantinople, ou André le Fou, ou André Salos, est un personnage de l'hagiographie byzantine, saint du calendrier de l'Église orthodoxe et catholique, fêté le 2 octobre selon le calendrier julien (15 octobre selon le calendrier grégorien) pour les Orthodoxes et le 28 mai pour les Catholiques, qualifié de  « fol-en-Christ » (en grec « σαλός »). Le manuscrit retraçant sa vie, attribué à Nicéphore Ier de Constantinople, prêtre de la basilique Sainte-Sophie, pourrait être un faux et avoir été écrit autour du Xe siècle. Le texte, intitulé La vie d’André le fou, composé en grec sous forme de long roman a été traduit et édité  par le chercheur Lennart Ryden en 1995 de l’Université d’Uppsala. Le récit raconte la vie et les visions de ce fou du Christ ainsi que son voyage au paradis et sa rencontre avec Dieu.

## Texte de laVie
Ce fut  un texte qui a été très diffusé (plus de cent manuscrits en langue grecque, dont le plus ancien, huit folios du Monac. gr. 443, date d'entre le milieu du Xe  et le début du XIe siècle). Le narrateur place son personnage sous le règne de l'empereur Léon Ier (457-474) et prétend lui-même en être contemporain, se posant en témoin de sa carrière (mais entre autres anachronismes, il présente Syméon d'Émèse, saint du VIe siècle, modèle d'André, comme une figure « de jadis »). Il s'agit en fait d'un « roman hagiographique » dont la datation a été débattue par les spécialistes ; l'opinion majoritaire, défendue en dernier lieu par Lennart Rydén, éditeur du texte, le situe dans la seconde moitié du Xe siècle ; l'argumentation repose principalement sur une comparaison stylistique et idéologique avec d'autres textes du Xe siècle (dont la Vie de Basile le Jeune, la Vie de Niphon de Constantiana, le prologue de la Vie de Philarète dans sa version remaniée du Xe siècle), l'auteur « romancier » ayant par ailleurs accompli un gros effort d'« antiquaire », oblitérant les marques de son époque. L’auteur ne compare pas André aux autres saints dans son récit, démontrant son caractère artificiel. L’auteur savait pertinemment qu’il commettait un anachronisme dans la rédaction de son récit, puisque les Vitae comme style littéraire ne sont pas censés être historiques mais sont plutôt de nature théologique. En effet, le récit présente aussi bien des discussions et des épisodes de visites au paradis qu’un récit eschatologique à la toute fin.
Les récits de l'au-delà  du Xe siècle byzantin trouvent leur authenticité dans la valeur du narrateur qui la raconte mais sont également garantis par les témoignages sur lesquels reposent ces récits. Ici l'auteur de la Vie d'André se présente comme témoin et confident de la vie du saint, apportant ainsi une authenticité aux visions de l'au-delà. Tel que le démontre Patlagean, les auteurs de ce type de récits utilisent autant le factuel que le symbolique, le temps linéaire que le récit mythique et ce, avec une souplesse surprenante. Les auteurs byzantins trouvaient l'inspiration dans les écrits chrétiens ou mythiques de l'Antiquité pour rappeler la gloire ancestrale de Constantinople. Byzance et ses récits de l'au-delà ont un structure qui permet l'intégration du faire croire comme modèle narratif.

## Récit de lavie d'André le fou
André est  un esclave d'origine scythe appartenant à un riche habitant de Constantinople du nom de Théognoste. Acheté étant enfant, son maître remarqua rapidement sa capacité d'apprentissage et son intelligence vive, il l'introduisit donc aux Écritures saintes qu'il apprit rapidement par cœur. Il est également mentionné, dans le récit de sa vie, qu’il était d’une grande beauté faisant douter à tous les nobles de Constantinople de son origine étrangère et de basse famille. Étant de nature humble et aimé de tous, ses maîtres en firent le secrétaire de la maison, il devint ainsi un intellectuel bien pieux. C’est ainsi que débutèrent ses aventures de «fol-en-Christ»  Le monde chrétien byzantin, tout comme celui de l’Occident, s’est inspiré des anciens écrits juifs et grecs pour sa conception de l’au-delà. Beaucoup des pères de l’Église orthodoxe citaient 1 Énoch et l’Apocalypse de Paul pour établir ce à quoi pouvait ressembler l’Au-delà La présence des anges et des démons est très importante dans les textes sur l’Au-delà byzantin, ce sont eux qui jugent et apportent l’âme des défunts au Paradis ou  en Enfer. L'auteur dans la Vie d'André fait même mention de la présence d’un dragon féroce qui mange les âmes des pécheurs Mais avant d’avoir vu les démons, André le fou est invité au Paradis et sa description de l’Au-delà est plutôt différente de la majorité des écrits chrétiens occidentaux de l’époque tel qu'il le sera démontré dans la section sur la Vision du Paradis. Voici un court résumé de La vie d'André le fou.
Un jour il a la vision des anges du ciel et d'un combat contre les démons, et du Christ qui lui dit de devenir « fou pour l'amour de [lui] ». Envoyé chercher de l'eau au puits, il y est pris de frénésie, ôte ses vêtements et les met en pièces. Son maître, prévenu, le fait enchaîner et transporter dans l'église Sainte-Anastasie pour y être confié aux soins du clergé. Mais rien n'y fait : la sainte (Anastasie) apparaît même à André pour l'encourager à continuer. Renonçant à le ramener à la raison, Théognoste l'abandonne à lui-même. André vit alors comme un mendiant dans les rues de la ville, adoptant un comportement souvent extravagant et choquant, méprisé de tous et recevant fréquemment des coups, faisant figure de souffre-douleur d'une population cruelle. Mais il passe ses nuits en prières, et il ne feint pas la folie devant tout le monde : sont dans la confidence son directeur spirituel, le prêtre Nicéphore, et un disciple du nom d'Épiphane, futur patriarche, dont la jeunesse édifiante est racontée, ce qui fait d'ailleurs dériver le récit du genre de la biographie à celui du « roman » à plusieurs personnages. Grâce à sa vie de totale humilité et de parfaite pureté, André est gratifié du don de prophétie et de seconde vue ; il a plusieurs visions du Paradis ou de l'Enfer dont la description vient souvent interrompre le récit. Il a notamment, dans l'église des Blachernes, la vision de la Vierge étendant son maphorion sur les fidèles en prières. La fin du texte est occupée par un récit prophétique sur la fin des temps où il annonce à son disciple Épiphane qu'il s'agit de leur dernier entretien. André prédira la fin de Constantinople et la construction de la cathédrale Sainte-Sophie où celle-ci s’élèvera dans les cieux pour plonger dans la mer lors de la fin des temps.
Le récit se poursuit avec André qui affronte plusieurs aventures et reçoit plusieurs visions. Le récit de sa vie frôle le fantastique et démontre toute sa piété infaillible comme étant un exemple à suivre pour les chrétiens de Constantinople. André vise une vie très pieuse donc lorsqu’il reçoit de l’argent dans la rue il la donne aux mendiants et  ne s’abreuve que dans les trous d’eau. Le texte rapporte que plusieurs témoins l'ont vu léviter dans les airs lorsqu’il prie. Un jour il frôle la mort, agonisant de froid dans la rue et un ange le sauve en l’emmenant au Paradis pour une première fois où il voit un paradis céleste  d’une grande beauté. Il y séjourne deux semaines et rencontre par la suite Dieu sur son trône. Lorsqu’il revient il raconte tout ce qu’il a vu à Nicéphore, l’auteur. À la suite de cette rencontre, André passe ses nuits à prier et à faire le «fou» dans les rues durant le jour. Le Diable tente de le piéger sous la forme d’une vieille femme qui le traite de voleur mais réussit à le déjouer en le transformant en serpent  Il est souvent attaqué par des démons qui tentent de le faire pencher vers le péché mais André réussit toujours à leur échapper. Il prédit l’accession d’Épiphane à la position de Patriarche ainsi que la construction d’une cathédrale à cinq dômes pour saint Pierre. Épiphane, disciple d'André, reçoit même une révélation de Dieu au sujet du rôle d’André dans les cieux, étant à l’image de l’empereur du Paradis.(Détails expliqués dans le paragraphe sur la Vision du Paradis) 
André établit ainsi les normes de ce qui est moral pour les chrétiens et il lui apparaitra même un grand dragon qu’il associe au péché de l’avarice. Il dénonce la fornication et toutes pratiques sexuelles, l’utilisation d’outils pour la magie, les habitudes de voler l’argent chez les moines et aide même Épiphane à surmonter ses désirs charnels. L’auteur présente clairement les valeurs religieuses ascétiques qu’André préconise dans toute sa sainteté, démontrant ainsi son importance au sein des personnages religieux de Constantinople. Le récit se termine par une Vision de L’Apocalypse et par la mort d’André après soixante-six ans de vie secrète. L’épilogue se termine par la présentation de l’auteur qui s'identifie comme étant Nicéphore
La présence de dragons qui jugent les pécheurs et surtout les inconduites sexuelles ainsi que la magie et le vol est quelque chose de très commun pour dénoncer un mode de vie pécheur dans les hagiographies de l’époque byzantine. En effet, selon d’autres hagiographies comme la Vie de Niphon, récit datant de la même époque que la Vie d’André, qui raconte également les aventures d'une âme qui lors de son périple vers le paradis se fait attraper par un dragon et battre par les démons pour se faire transporter dans les abysses de l’Enfer Ceci témoigne du jugement des âmes dans l’après-vie des chrétiens byzantins pour ceux qui ne menaient pas une vite pieuse et pure, digne du Christ.

## La Vision du Paradis
« Et tout de suite, je fus ravi dans un sommeil profond et agréable sans rien savoir de ce qui m’arrivait. Comme si j’avais dormi paisiblement toute la nuit et que je m’étais réveillé le matin, j’ai passé deux semaines là où Dieu l’avait ordonné selon sa volonté. Je me trouvais dans un beau et très merveilleux jardin (parádeisos) et j’en étais très étonné dans mon esprit, me demandant ce que c’était [...]. Il paraissait, en effet, que je n’avais pas de corps car il ne me semblait pas que j’avais de la chair. Cependant, j’étais vêtu d’un vêtement brillant, blanc comme neige (chionoeidês) et garni de pierres précieuses et je me réjouissais beaucoup de sa beauté. Je regardai le sommet de ma tête et j’y vis une couronne (stéphanos) parée de toutes sortes de fleurs, brodée d’or et resplendissante ; j’avais des chaussures (hupodêmata) aux pieds et une ceinture autour de la taille d’un rouge merveilleux (zônê dè êmên diezôsménos hôs kókkinon phoberóbaphon). L’air dans le jardin brillait d’une lumière indescriptible, faisant chatoyer la couleur des roses. Un arôme étrangement changeant saisit mes sens et remplit mes narines de plaisir. Comme un empereur (basileus), je marchais dans le jardin de Dieu en me réjouissant énormément de me sentir au-dessus de la condition humaine.

Dieu a planté plusieurs arbres dans ce jardin qui ne ressemblent pas aux arbres du monde, à Dieu ne plaise!; ils sont toujours verts et de nature différente, ruisselant de miel, garnis d’un riche et agréable feuillage, avec des branches qui s’inclinent et se redressent en vagues les unes vers les autres, répandant du bonheur et ressemblant au givre du ciel ; ces arbres réjouissent les justes et transforment l’âme en un feu de plaisir, d’allégresse et de joie. Il était étrange que ces arbres divers aient une apparence et une beauté différentes ; certains avaient des fleurs impérissables, d’autres seulement des feuilles ; Dieu avait ordonné que certains soient parés de fruits, d’autres avaient des fleurs, des feuilles, du charme et un aspect étrange, d’autres encore avaient des fruits précieux, merveilleux et inouïs. Un grand prodige était qu’il y avait dans les arbres des oiseaux, des moineaux et des cigales et d’autres espèces merveilleuses, avec des ailes d’or et de neige. Quelques-uns étaient perchés sur les branches, chantant et gazouillant, et le chant de leurs belles et charmantes voix s’entendait jusqu’à l’extrémité du ciel. Mais lorsque j’essayai de regarder ces petits oiseaux, mon esprit fut transporté en extase. Leur beauté semblait si étrange et si grande comme celle des roses ou des lys ou d’une autre sorte de fleur que je ne pouvais nommer. Émerveillé dans mon esprit par la beauté du premier oiseau, je regardai en haut de nouveau et j’en vis un autre dont la couleur avait une gloire et une apparence différentes. Puis, de nouveau, je vis un troisième oiseau merveilleux. Leur agréable chant incessant remplit mon cœur de la plus grande joie. Qui peut dire l’étrange et accablante beauté de tout ce qu’on pouvait y voir ? Tous ces arbres étaient alignés en deux lignes de bataille les uns derrière les autres. Heureuse soit la main qui les a plantés ! »
Cette vision du Paradis ne ressemble pas aux descriptions typiquement chrétiennes de l'Occident car l'Au-delà byzantin ressemble aux jardins orientaux de jadis. Il existe toutefois dans la littérature chrétienne ancienne des textes qui sont semblables dont la Passion de Perpétue et félicité datant du IIIe siècle. Ce qui permet d'étayer la thèse selon laquelle les auteurs du Moyen Âge byzantin utilisaient comme modèles des textes de l'Antiquité. Suivant son séjour de deux semaines au paradis, alors qu’il est en moment d’extase, il reçoit la visite d’un homme mystérieux qui l’emmène par delà les jardins rencontrer Dieu qui siège sur son trône céleste. Sa vision du paradis servira à établir son rôle important en tant que serviteur de Dieu et ceci établira son autorité sur le mode de rédemption des chrétiens pécheurs pour leur éviter un jugement sévère dans l’Au-delà.
Dans le récit de cette vision d’André Salos, les vêtements qu’il porte au paradis ont une signification importante dans la symbolique byzantine. En effet, il porte une robe blanche ornée d’une ceinture pourpre et des chaussures. Le pourpre et les chaussures évoqueraient la grâce  dont la description proviendrait de l’Ancien Testament. Le pourpré fait partie du vêtement sacerdotal tandis que la ceinture est liée à la célébration de la Pâque. Notons également qu’André porte une couronne sur sa tête lorsqu’il est au paradis et son vêtement est serti de pierres précieuses. Cet habillement fait référence, selon le chercheur Andrei Timotin, aux insignes impériaux par excellence. En effet, seul l’empereur se voyait autorisé à porter une couronne ainsi que des chaussures couvertes de pierres précieuses. On assiste donc ici, selon l’hagiographe d’André, à une personnification d’André comme empereur dans les cieux qui dépasse sa condition humaine. Depuis le VIe siècle  il aurait été commun d’associer les cours impériales terrestres à la cour céleste des cieux. André devient donc un «empereur» élu au royaume des cieux et doit donc être représenté par des symboles de l’institution impériale pour faire valoir son rôle important et hors de l’ordinaire. Pour ce qui est du jardin céleste décrit dans la vision du paradis d’André, nous retrouvons habituellement dans les textes méso-byzantins des descriptions plutôt pauvres du paradis et qui contiennent des personnages à formes humaines. Dans le cas d’André Salos, la description du jardin céleste est très détaillée et ne contient personne sauf lui-même. Les détails qui y sont présentés rappellent ceux de la cosmologie ancienne des Grecs. En effet, dans la vision de Salos, les arbres du paradis qui s’entrelacent rappellent le jardin de Longos d’Achille Tatius ainsi que l’éloge à la beauté des oiseaux qui rappellent les romans byzantins.
Beaucoup d’autres éléments du Paradis d’André Salos semblent se référer aux textes grecs dont le fleuve qui abreuve les plantes tel le fleuve du jardin d’Alcinoos dans l’Odyssée (VII,129-130). L’hagiographe d’André semble avoir connu ces sources de l'Antiquité et s’en serait inspiré pour rédiger sa description du Paradis. Tel que l’évoque  Timotin : « Chez les auteurs chrétiens la forme d’une comparaison avec l’Éden, de sorte que tous les jardins byzantins- et en premier lieu les jardins impériaux- furent par la suite conçus comme de nouveaux paradis» Cela explique donc très bien la description du Paradis que voit André Salos, comme étant un jardin impérial, lui-même devenu «empereur» de ce jardin où il se trouve en extase devant tant de splendeur. Le mélange d’éléments de l’Antiquité gréco-romaine et des jardins impériaux byzantins est issu d’une transformation de l’héritage à Byzance et bien sûr de l’évolution d’une idéologie impériale. On y voit donc une visée théologique, certes, mais également politique puisque l'on considère que les palais de Constantinople et leurs jardins sont le reflet du paradis, posant ainsi la supériorité du royaume byzantin sur celui de l'Occident.

## La figure du Salos
La figure de Salos était populaire au Moyen Âge byzantin et les chercheurs spécialisés dans l'histoire byzantine croient que l’auteur de l’hagiographie d’André  se serait basée sur d’autres figures de Salos dont Siméon le «fou» d'Émèse. Siméon était lui aussi un ascète  qui eut accès au don de vision pour sa vie pieuse extrême. La source étymologique du mot «fou», en grec «salos» fait référence, pour l’époque  du royaume byzantin, à des personnes qui feignaient d’être fous pour atteindre un état spirituel élevé Ce style de vie était basé sur les préceptes de saint Paul qui encourageait à être «fou» pour le Christ dans un monde où la «sagesse de ce monde est folie devant Dieu» (1 cor 3,18) Le sens des versets de Paul est précis; la sagesse et la folie telles que nous les percevons sont des constructions sociales. La personne religieuse qui désire se rapprocher du Christ dans sa «folie» devra devenir «extrême» aux yeux de la société pour atteindre cet état de grâce Les «fous» du Christ sont donc des personnes qui dévient des normes sociales établies. C'est ce que tentera de faire André tout au long du récit pour se mériter une place spéciale auprès de Dieu et il y parviendra, tel qu'expliqué lors de sa montée au Paradis. Les Vies des saints démontrent la «folie» de leur personnage comme étant quelque chose de caché aux yeux de la société et dont seul le biographe peut attester. En effet, dans le récit de la Vie d'André, l'auteur rencontre le saint et il est le seul au courant de ses visions, ce qu'il mettra par écrit.
Les principales différences avec le modèle de Syméon d'Émèse sont les suivantes : André n'est pas un ancien moine ni ermite ; il se fait « σαλός », sans préparation particulière, dans son lieu de vie antérieur, Constantinople, pour échapper à la servitude qui lui interdit l'accès à l'état religieux ; il est dans une démarche de perfectionnement personnel plutôt que dans une mission d'aide aux « brebis égarées » d'une cité ; il est une figure de prophète et de visionnaire, et sa Vie a un caractère largement apocalyptique ; il révèle délibérément son vrai visage à certains privilégiés, qui deviennent ses disciples (Épiphane), alors que Syméon, ayant contre son gré un témoin qui l'a percé à jour (nécessité narrative), accomplit sa vocation sans chercher aucun disciple. La figure du « fol-en-Christ » est donc profondément transformée dans l'esprit entre les deux textes.

## Édition de laVie
- Rydén, L. (1995). The Life of St Andrew the Fool Vol. 1 : Text, Translation and Notes. Appendices. Uppsala: Acta Universitatis Upsaliensis. 308 p. Rydén, L. (1995). The Life of St Andrew the Fool Vol. 2 : Text, Translation and Notes. Appendices. Uppsala: Acta Universitatis Upsaliensis. 437 p.